# Black Dynamite
Black Dynamite é um filme estadunidense de comédia de ação lançado em 2009, dirigido por Scott Sanders. Tem em seu elenco Michael Jai White, Tommy Davidson e Salli Richardson. A trama gira em torno do ex-agente da CIA Black Dynamite, que precisa vingar a morte do irmão enquanto combate uma nova droga que está devastando a comunidade. O filme é uma paródia e homenagem aos filmes de blaxploitation e aos filmes de ação da década de 1970. O trailer e o financiamento foram obtidos antes mesmo do roteiro estar pronto. Black Dynamite foi filmado em 20 dias no formato Super 16. Foi lançado nos Estados Unidos em 16 de outubro de 2009, por apenas duas semanas (com uma estreia “oficial” no festival Toronto After Dark) e foi bem recebido pela crítica. Chegou ao mercado de vídeo aseiro em 16 de fevereiro de 2010.

## Sinopse
No início dos anos 1970, Black Dynamite, veterano da  Guerra do Vietnã e ex-agente da CIA, mestre em kung fu, promete limpar as ruas de traficantes e criminosos após seu irmão mais novo, Jimmy, ser morto por uma organização sombria. O’Leary, ex-parceiro de exército e CIA de Black Dynamite, o reintegra à agência porque não querem que ele busque vingança sozinho. Ao investigar a morte do irmão, descobre que Jimmy trabalhava disfarçado para a CIA. Black Dynamite também descobre que a organização criminosa está enchendo afro-americanos negros com heroína. Ele declara guerra aos traficantes locais e limpa as ruas, conquistando a afeição de Gloria, ativista do Poder Negro que trabalha no orfanato.
Após descobrir o envolvimento do governo no esquema de drogas, Black Dynamite rouba o livro-caixa do congressista corrupto James, que detalha remessas ilegais para um armazém. Black Dynamite e sua equipe (composta por seu grande amigo Bullhorn, o malandro Cream Corn, o militante Saheed e três outros militantes) invadem o local para interceptar uma grande carga. Descobrem uma operação secreta chamada "Código Kansas", mas não encontram drogas, apenas cerveja Anaconda Malt Liquor, uma marca produzida pelo governo com o slogan: “Te dá Ooooooo!”. Em uma lanchonete, eles decifram a mensagem e descobrem que “Código Kansas” é um plano para literalmente emascularem homens afro-americanos usando a cerveja, que foi formulada para “te deixar com o pinto pequeno”. O militante Gunsmoke, afetado pela cerveja, é morto para acabar com seu sofrimento. De volta ao armazém, Black Dynamite descobre que O’Leary faz parte do plano, mas apenas segue ordens. Ele o mata e segue a próxima pista.
Black Dynamite vai até a Ilha do Kung Fu, onde descobre que seu antigo inimigo, o Dr. Wu, é o responsável pela fórmula secreta da Anaconda Malt Liquor. Em uma longa batalha que mata Saheed, os militantes e Bullhorn, Black Dynamite descobre a identidade do verdadeiro mentor da operação: a Casa Branca.
Ele então vai até a Casa Branca (no processo, Cream Corn é morto pelo Serviço Secreto) e confronta o presidente Richard Nixon, que esteve por trás de tudo. Black Dynamite enfrenta Nixon em uma luta de kung fu. Nixon leva vantagem ao sacar secretamente a arma de John Wilkes Booth, mas o fantasma de Abraham Lincoln aparece e desarma Nixon com golpes de kung fu. Após derrotar Nixon em um duelo justo, Black Dynamite o ameaça com fotos comprometedoras de bondage e travestismo. O presidente implora para ser morto, mas Black Dynamite recusa “o caminho fácil” e o obriga a cuidar do povo. O filme termina com um monólogo de Black Dynamite sobre sua busca por justiça, enquanto Gloria e Pat Nixon o assistem com admiração.

## Elenco
- Michael Jai White - Black Dynamite
- Tommy Davidson - Cream Corn
- Salli Richardson -  Gloria
- Kevin Chapman - O’Leary
- Kym Whitley - Honey Bee
- Phil Morris - Saheed
- Byron Minns - Bullhorn
- Mike Starr - Rafelli
- Tucker Smallwood - Congressman Monroe James
- Arsenio Hall - Tasty Freeze
- Obba Babatundé - Osiris
- Buddy Lewis - Gunsmoke
- Roger Yuan - Fiendish Dr. Wu
- James McManus - Richard Nixon
- Nicole Sullivan - Patricia Nixon
- Pete Antico - Abraham Lincoln

## Produção
“É só um pouco badass demais. Esse é o tom do filme. O humor vem do fato de que ele é só um pouco exagerado demais.”

— Scott Sanders, diretor e roteirista
Michael Jai White teve a ideia para Black Dynamite em abril de 2006, ouvindo “Super Bad” de James Brown. Ele também promovia sessões de filmes blaxploitation e notava as “inconsistências engraçadas” dessas produções. Alugou figurinos, tirou fotos caracterizado e mostrou a Scott Sanders, que adorou o conceito. O figurino azul da foto foi usado na cena final do filme.
O trailer original foi feito antes da produção para captar investimentos. Usava cenas de filmes antigos blaxploitation com narração de Adolph Caesar. Foi filmado em Super 8 mm por cerca de US$ 500 e recheado de referências aos anos 1970 (como chamar Black Dynamite de corredor dos Colts de Baltimore, time que se mudou para Indianápolis em 1984).
Após garantir o financiamento, o roteiro foi escrito em três semanas, com a ajuda do conhecimento enciclopédico de Minns sobre blaxploitation.

### Filmagens
O diretor de fotografia Shawn Maurer usou película Super 16 Color Reversal da Kodak para obter o visual saturado e contrastado típico dos filmes blaxploitation. Depois, o material foi digitalizado para edição. O filme usou também imagens de arquivo da Sony (como Missing in Action, As Panteras e Police Woman).
Foi rodado em Leimert Park, Ladera Heights e Angeles Vista (Los Angeles), em 20 dias. O orçamento era tão baixo que tiveram de pensar como nos anos 70. Erros de filmagem foram mantidos de propósito, como microfones aparecendo em cena ou atores lendo instruções de roteiro em voz alta, em homenagem à estética trash dos filmes da época.

### Trilha sonora
A trilha sonora de Black Dynamite foi lançada em CD pela Wax Poetics Records em 2009. Adrian Younge, responsável pela composição, tocou todos os instrumentos da trilha (com exceção de três faixas, gravadas com músicos convidados). Usou equipamentos vintage dos anos 70, como pedais wah-wah e gravadores de rolo, para manter o som autêntico da época.
As faixas mesclam funk, soul e elementos de trilhas sonoras clássicas de blaxploitation, como as de Shaft e Super Fly. A música “Jimmy’s Dead” se repete como tema melancólico durante o filme, evocando a dor do protagonista. A canção tema “Dynomite” é interpretada por Sir Charles Hughes com pegada soul.

### Histórias em quadrinhos
Um one-shot foi lançado pela Ape Entertainment em abril de 2011, escrito por Brian Ash, com arte de Jun LoFamia e cores de J.M. Ringuet.
A IDW Publishing lançou uma minissérie em quatro edições entre dezembro de 2013 e agosto de 2014. Essa série também foi escrita por Brian Ash, com desenhos de Ron Wimberly e arte-final de Sal Buscema.

### Série animada
Um spin-off animado foi produzido para o Adult Swim em 2012, com a mesma equipe de animação da série The Boondocks. A animação levou o estilo visual estilizado e o humor satírico do filme para a televisão, sendo exibida por duas temporadas antes de ser cancelada.

### Webséries
Em 2013, o canal Nerdist News, de Chris Hardwick, lançou a websérie Black Dynamite: Model Citizen em seu canal no YouTube. A série satiriza os programas japoneses de variedades, apresentando um manequim do Black Dynamite que fala japonês e ensina lições sobre respeito. Os vídeos contaram com participações especiais de lutadores e celebridades como Roddy Piper, Chavo Guerrero Jr., Chris Masters, Daniel Puder, John Hennigan, Tank Abbott, Josh Barnett e Kimo Leopoldo.